# Károly Andrássy
Károly graaf Andrássy van Csíkszentkirály en Krasznahorka (°Rožňava, 29 februari 1792 - † Brussel, 22 augustus 1845) was een Hongaars edelman en landeigenaar.

## Leven
Károly's vader was een militair officier : József graaf Andrássy (°1762 - †1834) en zijn moeder was gravin Walburga Csáky de Körösszeg et Adorján (°1770 - †1797).
Károly Andrássy trad in Betliar in het huwelijk met gravin Etelka Szapáry de Szapár Muraszombat et Széchy-Sziget (°26 september 1798, †10 november 1876). Dit huwelijk werd voltrokken in het jaar 1819 . 
Uit deze gemeenschap zagen vier kinderen het levenslicht :
- Kornélia (°1820 - †1836),
- Manó (°1821 - †1891) : huwde met gravin Gabriella Pálffy de Erdőd (°1833 - †1914),
- Gyula (°1823 - †1890) : Eerste Minister van Hongarije, Minister van Buitenlandse Zaken van Oostenrijk-Hongarije. Trouwde met gravin Katinka Kendeffy de Malomvíz,
- Aladár (°1827 - †1903): huwde met barones Leontina Wenckheim de Wenckheim (°1841 - †1921).

Graaf Andrássy was voorzitter van de onderneming Tisza (comitaat Szabolcs-Szatmár-Bereg) en ijverde voor de ontwikkeling van mijnbouw en metallurgie in Gömör és Kis-Hont
Hij was tevens patriottisch politicus die als afgezant fungeerde bij de Rijksdag van 1839 en 1844 in Gömör és Kis-Hont. 

## Werken
- Umrisse einer möglichen Reform in Ungarn. Im Geiste des Justemilieu. London, 1833 (vertaling: "Schets van een mogelijke hervorming in Hongarije. In de geest van het Juste-milieu").
- Az utak készitéséről. Rožňava, 1837. (Vertaling: "Over wegen maken").

## Illustraties

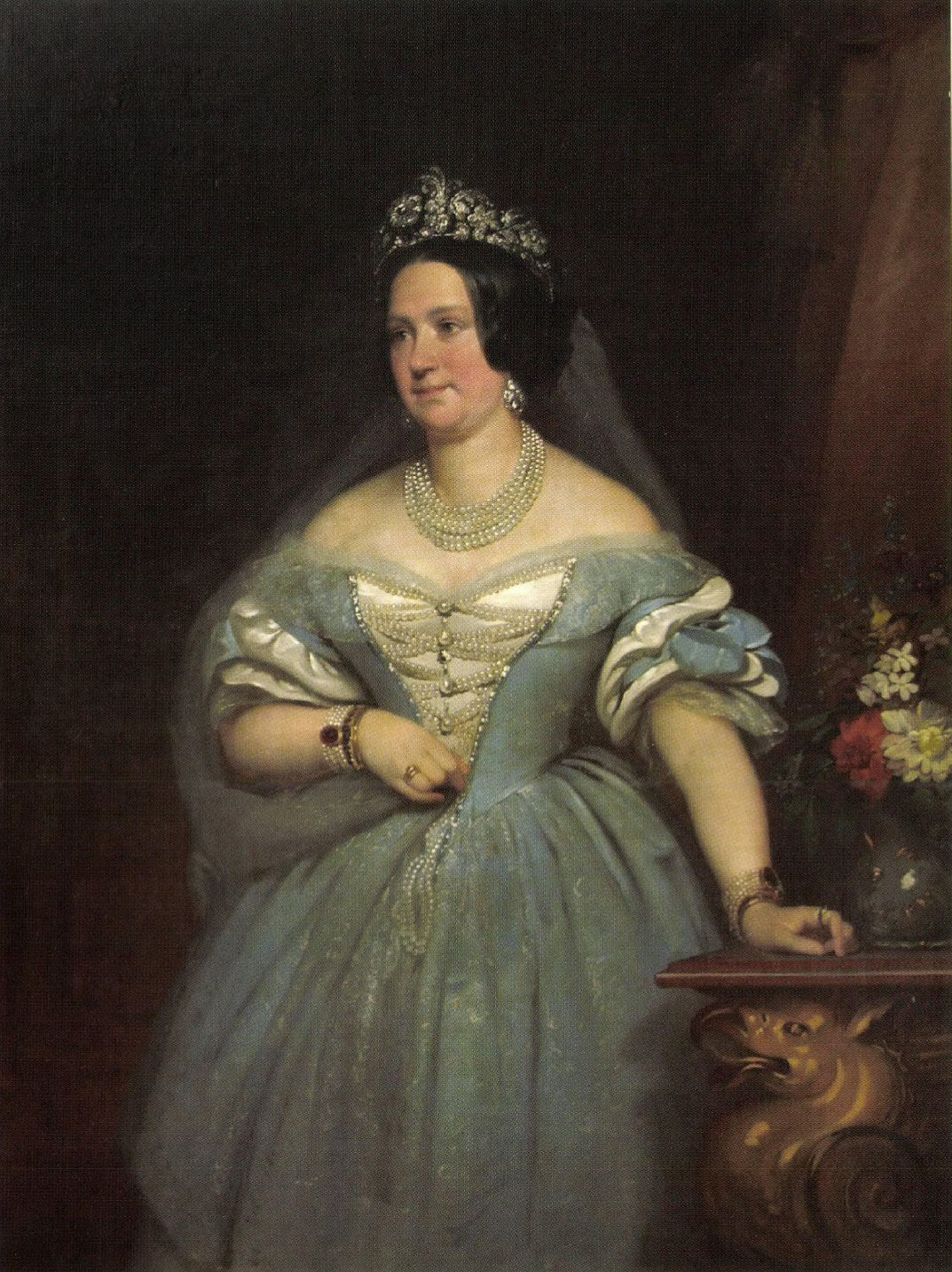
De echtgenote van Károly Andrássy: gravin Etelka Szapáry.
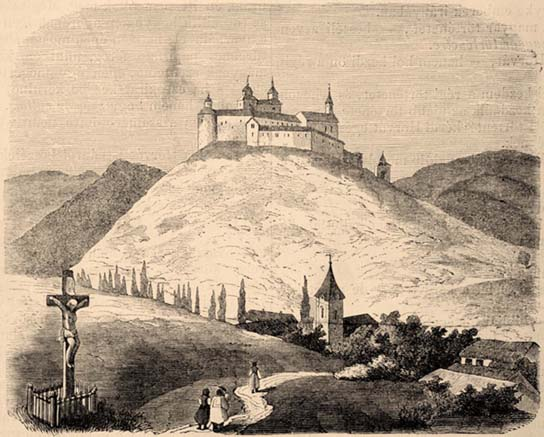
Het kasteel van Krásna Hôrka bij Rožňava in de 19e eeuw. Hier leefden verscheidene generaties van de familie Andrássy.
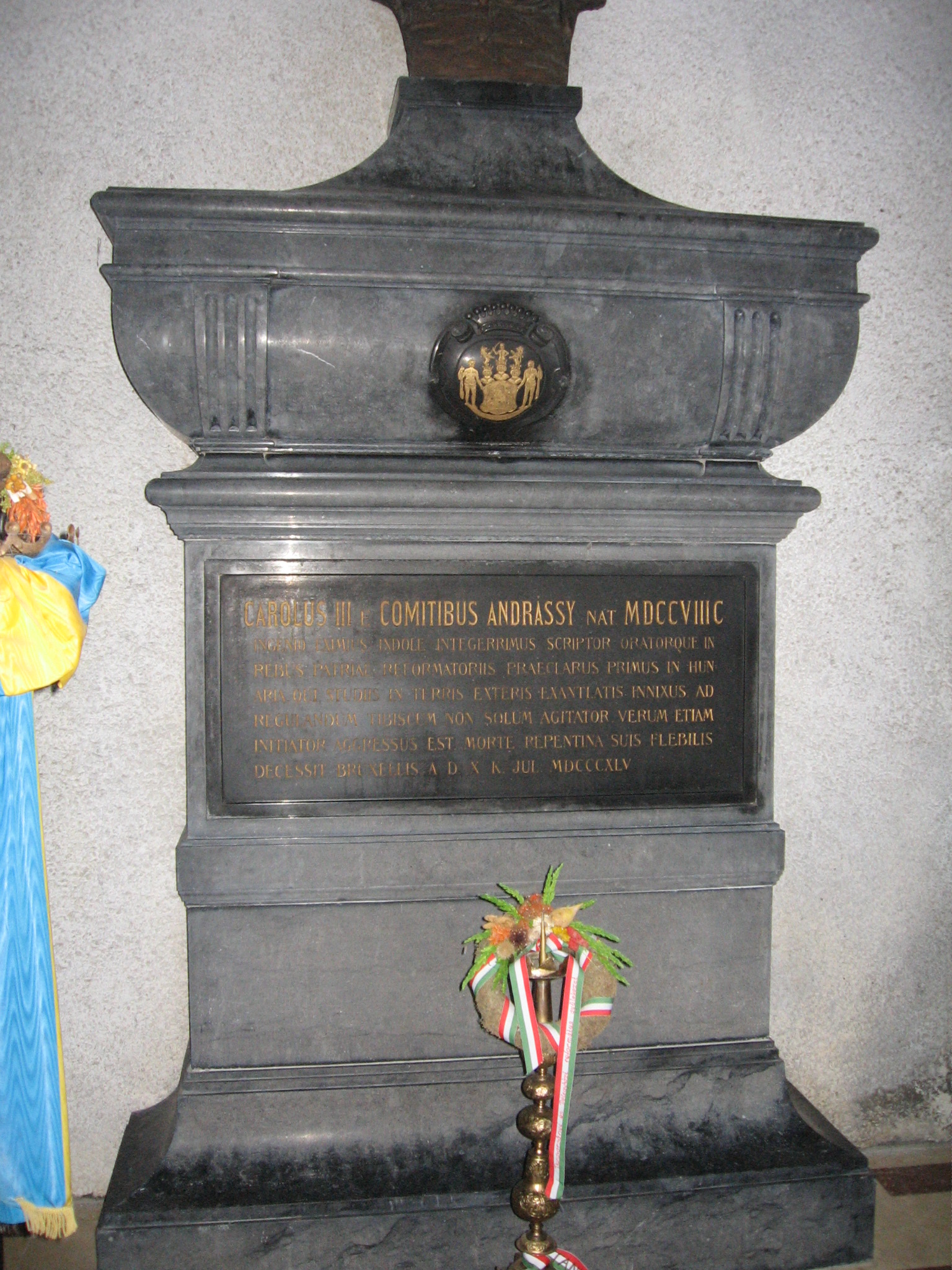
Grafsteen van Károly Andrássy in het kasteel van Krásna Hôrka.